# Championnat d'Espagne de football 1931-1932
Navigation
Primera División 1930-31 Primera División 1932-33
Le championnat d'Espagne de football 1931-1932 est la 4e édition du championnat. La compétition est remportée par le Madrid FC. Organisé par la Fédération espagnole de football, le championnat se déroule du 7 décembre 1931 au 5 avril 1932.
Le club madrilène l'emporte avec trois points d'avance sur le double tenant du titre l'Athletic Bilbao et quatre sur le FC Barcelone.
Le système de promotion/relégation ne change pas : descente/montée automatique pour le dernier de première division et le premier de division 2. L'Unión Club de Irun est relégué au terme de la saison et remplacé par le Betis Balompié.
L'attaquant espagnol Bata, de l'Athletic Bilbao, termine pour la deuxième fois meilleur buteur du championnat avec 13 réalisations.

## Règlement de la compétition
Le championnat de Primera División est organisé par la Fédération espagnole de football, il se déroule du 7 décembre 1931 au 5 avril 1932.
Il se dispute en une poule unique de dix équipes qui s'affrontent à deux reprises, une fois à domicile et une fois à l'extérieur. L'ordre des matchs est déterminé par un tirage au sort avant le début de la compétition.
Le classement final est établi en fonction des points gagnés par chaque équipe lors de chaque rencontre : deux points pour une victoire, un pour un match nul et aucun en cas de défaite. En cas d'égalité de points entre deux ou plusieurs de clubs en fin de championnat, le classement se fait à la différence de buts.
L'équipe possédant le plus de points à la fin de la compétition est proclamée championne. Le dernier du classement est relégué en Segunda División et il est remplacé par le champion de cette division.

## Équipes participantes
Dix clubs participent au championnat. Le championnat accueille un nouveau club le Valence FC, champion de Segunda División l'année précédente. La moitié des équipes du championnat sont issues de la même région, le Pays basque.
La principale modification de cette saison est le changement de dénomination de certains clubs. À la suite de la proclamation de la Seconde République espagnole, les symboles et titres monarchiques sont interdits. Le Real Madrid, le Real racing club de Santander, le Real club deportivo espanyol et Real Unión de Irun suppriment l'adjectif royal dans leur nom. La Real Sociedad change de nom et devient elle le Donostia football club. La Fédération royale espagnole de football élimine elle aussi l'adjectif royal de sa dénomination.
| \| A. Guecho A. Bilbao U. Irun Donostia FC Racing Santander D. Alavés Madrid FC FC Barcelone Valence FC Espanyol \| Localisation des clubs engagés dans le championnat. |
| A. Guecho A. Bilbao U. Irun Donostia FC Racing Santander D. Alavés Madrid FC FC Barcelone Valence FC Espanyol                                                           |

| Clubs              | Ville           | Stade         | Capacité |
| ------------------ | --------------- | ------------- | -------- |
| Deportivo Alavés   | Vitoria-Gasteiz | Mendizorrotza | 7 216    |
| Arenas Club        | Getxo           | Ibaiondo      | 15 540   |
| Athletic Bilbao    | Bilbao          | San Mamés     | 17 628   |
| FC Barcelone       | Barcelone       | Las Corts     | 25 000   |
| Espanyol Barcelone | Barcelone       | Sarriá        | 16 055   |
| Donostia FC        | Saint-Sébastien | Atotxa        | 9 215    |
| Madrid FC          | Madrid          | Chamartín     | 17 862   |
| Racing Santander   | Santander       | El Sardinero  | 11 300   |
| Unión Club         | Irun            | Gal           | 11 960   |
| Valence FC         | Valence         | Mestalla      | 18 980   |

## Classement
| Rang | Équipe             | Pts | J  | G  | N | P  | Bp | Bc | Diff |  | Résultats (▼ dom., ► ext.) | MAD | ATH | BAR | SAN | ARE | ESP | VAL | RSO | ALA | UNI |
| ---- | ------------------ | --- | -- | -- | - | -- | -- | -- | ---- |  | -------------------------- | --- | --- | --- | --- | --- | --- | --- | --- | --- | --- |
| 1    | Madrid FC          | 28  | 18 | 10 | 8 | 0  | 37 | 15 | +22  |  | Madrid FC                  |     | 1-1 | 2-0 | 0-0 | 4-0 | 3-0 | 4-1 | 1-0 | 5-0 | 3-2 |
| 2    | Athletic BilbaoT,C | 25  | 18 | 11 | 3 | 4  | 47 | 23 | +24  |  | Athletic Bilbao            | 3-3 |     | 3-0 | 3-2 | 4-1 | 4-0 | 7-2 | 5-1 | 3-2 | 2-1 |
| 3    | FC Barcelone       | 24  | 18 | 10 | 4 | 4  | 40 | 26 | +14  |  | FC Barcelone               | 2-2 | 1-3 |     | 4-2 | 2-2 | 2-2 | 3-2 | 2-0 | 6-0 | 3-2 |
| 4    | Racing Santander   | 20  | 18 | 7  | 6 | 5  | 36 | 35 | +1   |  | Racing Santander           | 0-0 | 2-0 | 3-2 |     | 1-1 | 2-1 | 4-1 | 2-1 | 1-1 | 2-2 |
| 5    | Arenas de Getxo    | 17  | 18 | 7  | 3 | 8  | 35 | 42 | -7   |  | Arenas de Getxo            | 2-2 | 2-1 | 1-3 | 3-1 |     | 3-2 | 4-1 | 2-1 | 4-2 | 5-0 |
| 6    | Espanyol Barcelone | 15  | 18 | 7  | 1 | 10 | 34 | 39 | -5   |  | Espanyol Barcelone         | 1-2 | 1-0 | 0-3 | 6-1 | 4-2 |     | 3-0 | 2-0 | 4-0 | 3-1 |
| 7    | Valence FCP        | 15  | 18 | 6  | 3 | 9  | 38 | 47 | -9   |  | Valence FC                 | 1-1 | 0-0 | 0-0 | 6-4 | 3-2 | 3-1 |     | 4-0 | 5-1 | 5-1 |
| 8    | Real Sociedad      | 14  | 18 | 7  | 0 | 11 | 38 | 35 | +3   |  | Real Sociedad              | 1-2 | 3-2 | 0-1 | 1-5 | 7-0 | 5-2 | 7-1 |     | 4-1 | 5-0 |
| 9    | Deportivo Alavés   | 11  | 18 | 5  | 1 | 12 | 22 | 44 | -22  |  | Deportivo Alavés           | 0-1 | 0-1 | 1-3 | 1-2 | 3-1 | 4-1 | 2-1 | 1-2 |     | 1-0 |
| 10   | Unión Club de Irun | 11  | 18 | 4  | 3 | 11 | 24 | 45 | -21  |  | Unión Club de Irun         | 1-1 | 1-5 | 1-3 | 2-2 | 1-0 | 4-1 | 3-2 | 2-0 | 0-2 |     |

- Champion
- Relégation en Segunda División

## Récompenses
Le joueur de l'Athletic Bilbao, Bata, termine pour la deuxième fois meilleur buteur du championnat avec treize réalisations. Il devance trois joueurs à onze buts Josep Samitier et Manuel Olivares Lapeña, joueurs de Madrid FC, et Ignacio María Alcorta dit "Cholin" (es) du Donostia FC.
Ricardo Zamora, gardien de Madrid FC, remporte pour la deuxième fois le titre de meilleur gardien en encaissant 15 buts en 17 matchs.

## Bilan de la saison
| Championnat d'Espagne de football 1931-1932 |                       |
| Champion                                    | Madrid FC (1er titre) |
| Dauphin                                     | Athletic Bilbao       |
| Coupes et trophées                          |                       |
| Vainqueur de la Coupe d'Espagne 1931-1932   | Athletic Bilbao       |
| Promotions et relégations                   |                       |
| Promus en Primera División                  | Betis Balompié        |
| Relégués en Segunda División                | Unión Club de Irun    |